# Sabiñán
Sabiñán es un municipio español perteneciente a la comarca de Comunidad de Calatayud, en la provincia de Zaragoza, comunidad autónoma de Aragón. Tiene un área de 15,52 km², con una población de 673 habitantes (INE 2023) y una densidad de población de 43,35 hab/km².

## Geografía
Está situado en el Sistema Ibérico, en la margen derecha del valle del Jalón, a 451 m s. n. m. El río Jalón, el más importante afluente del Ebro a su margen derecha, permite el riego de sus campos.
Aparece escrito con b o con v, según los casos. Oficialmente se escribe con B pero muchos se inclinan por escribir "Sabiñán", pues se atribuye su fundación en época romana a Sabinius Sabinianus; de ahí el nombre del lugar.
Los sav/biñanenses o sav/biñaneros también son conocidos como “caracoleros” por la afición a cogerlos tras las lluvias.

## Historia
Su fundación se atribuye a Sabinius Sabinianus, un romano de Bilbilis. El lugar fue reconquistado por Alfonso I el Batallador a los musulmanes en el 1120. En la localidad hubo una importante comunidad morisca que tenía su barrio - la morería- en torno al actual barrio de la Señoría. Se tiene documentación de que en dicho barrio existió una mezquita morisca. Desde la reconquista, en la morería de Sabiñán vivían vasallos de los Fernández de Luna. Fue comprada por la Comunidad de Aldeas de Calatayud en 1434, intitulándose señora de la Señorías de Terrer y Sabiñán. En 1460 la morería estaba rodeada de muros con puertas. En el siglo XVI, con el aumento de población, algunos moriscos pasaron a vivir al pueblo de realengo, aunque seguían siendo vasallos de la Señoría y parroquianos de San Miguel. En 1610 fueron expulsados unos 600 moriscos, entre ellos Juan Calavera, del que todavía se conserva una copla que dice:
Adiós a los Valdemoros
y también la vega nueva.
Quédate con Dios Trasmon,
que se va Juan Calavera.

## Demografía
Sabiñán cuenta con una población de 691 habitantes (INE 2024).
| Gráfica de evolución demográfica de Sabiñán entre 1842 y 2021 |
| |
| Población de derecho según los censos de población del INE Población de hecho según los censos de población del INEEn estos censos se denominaba Saviñán: 1842, 1857, 1860, 1877, 1887, 1897, 1900, 1910, 1920, 1930, 1940, 1950, 1960, 1970 y 1981 |

## Economía
La principal base económica de Sabiñán, es la agricultura. En secano se cultiva el olivar, almendros y cerezos y en regadío los frutales son los que ocupan una mayor superficie junto con los viveros. La localidad es cuna de la arboricultura en Aragón al igual que es un centro frutero de singular importancia. También llevan merecida fama las "Olivas negrales de Sabiñán" cosechadas en su término municipal.
Los viveros. Sabiñán ha sido la cuna de viveristas de toda España, y pionera en la arboricultura, así como de afamados injertadores y podadores. De aquí han salido millones de árboles que adornan calles y parques de toda España, incluso en el palacio de la Zarzuela. También frutales que han sido plantados por todo el territorio nacional y en el extranjero. Numerosas familias de viveristas se han extendidas por toda España, junto con podadores e injertadores que han enseñado sus técnicas en diferentes lugares. Varias empresas dedicadas a los viveros tienen aquí su sede.

## Administración y política
| Período   | Alcalde                    | Partido |  |
| --------- | -------------------------- | ------- |  |
| 1979-1983 | José Luis Raga García      | Ind.    |  |
| 1983-1987 |                            |         |  |
| 1987-1991 |                            |         |  |
| 1991-1995 |                            |         |  |
| 1995-1999 |                            |         |  |
| 1999-2003 |                            |         |  |
| 2003-2007 |                            |         |  |
| 2007-2011 |                            |         |  |
| 2011-2015 |                            |         |  |
| 2015-2019 | Ignacio Marcuello Casorrán | PP      |  |

| Partido político    | Partido político                                   | 2003   | 2007   | 2011   | 2015   |
| Partido político    | Partido político                                   | Ediles | Ediles | Ediles | Ediles |
|                     | Partido Popular de Aragón (PP)                     | 3      | 5      | 6      | 5      |
|                     | Partido de los Socialistas de Aragón (PSOE-Aragón) | 1      | 1      | 1      | 2      |
|                     | Partido Aragonés (PAR)                             | —      | 1      | 0      | 0      |
|                     | Independientes                                     | —      | —      | 0      | —      |
|                     | Chunta Aragonesista (CHA)                          | 3      | —      | —      | —      |
| Total de concejales | Total de concejales                                | 7      | 7      | 7      | 7      |

## Cultura
La Asociación Cultural SABINIUS SABINIANUS realiza numerosas actividades culturales en Sabiñán, entre las que destaca la edición de la revista trimestral "Enebro" con 17 años de edición, editando en 2009 los números 61 al 64.
Además durante el realiza muchas actividades como:
- Hoguera de San Antón. 17 de enero.
- San Jorge. 23 de abril. Certamen de dibujo infantil, oficios artesanos, comida popular, baile...
- Excursión al Enebro. Jueves Santo por la mañana.
- Noche de San Juan. Tarde-noche del 23 de junio, excursión al Torreón de las Encantadas.
- Verano Cultural. Mes de julio, organizado por el Ayuntamiento e Interjuntas.
- Noche de las Calaveras. 31 de octubre, víspera de Todos Santos.
- - Con motivo del aniversario del fallecimiento de Baltasar Gracián, 6 de diciembre, se hace una lectura pública y debate de los aforismos de Gracián en el Salón de Plenos del Ayuntamiento de Sabiñán.[8]

### Patrimonio

#### El casco urbano
El casco urbano de Sabiñán es amplio. Lo preside, desde un otero vestido de pinos, la mole barroca de la ermita de San Roque, patrón del pueblo.  (enlace roto disponible en Internet Archive; véase el historial, la primera versión y la última).
Las casas, muy apretadas y -en general- de estrechas fachadas, flanquean calles largas y, también, callejuelas sin salida o adarves que evidencian la influencia musulmana en la planta de casco urbano.
La plaza de España es el centro del pueblo con la casa consistorial, el centro de salud y es escenario de la mayor parte de los actos populares.
Pasear por las calles de Sabiñán puede ser un encanto. Todavía conservan el calor de los pueblos pequeños y sus tradiciones: calles estrechas, balcones llenos de macetas, plantas en las fachadas, puertas antiguas con picaportes de forja, aleros en los tejados, arcos de medio punto en ladrillo sobre las puertas, ventanas curiosas, anillas y clavos para atar las mulas, entre otros.

#### Palacios
Entre las construcciones civiles destacan varios palacios y casas solariegas, no en vano es cuna de grandes familias como los Muñoz de Pamplona, Argillo, Garcés, Heredia, Rueda o Gracián de la que desciende el escritor Baltasar Gracián.
Estos palacios ofrecen las características típicas del renacimiento aragonés. Se construyeron con ladrillos sobre un zócalo de sillería y están coronados por una galería de arquillos bajo el alero, dotados de rejas en las ventanas y escudos en la puerta principal.
La casa de los Gracián todavía se conserva. Aquí nació en 1564 Francisco Gracián Garcés, padre del famoso escritor, pensador y filósofo Baltasar Gracián (Belmonte de Gracián, 1601). Junto a Quevedo formó parte de la corriente literaria del conceptismo. Su famoso lema era “lo bueno si breve dos veces bueno”. Destaca su conocido libro El criticón, traducido a numerosas lenguas.
El palacio de los Muñoz de Pamplona, condes de Argillo desde 1776, es la casa principal del pueblo. Tras la Reconquista se levantó una torre defensiva, que quedó dentro del palacio renacentista, y que los técnicos sitúan en la bodega y en el Salón de Reyes. Su sobria arquitectura es característica de los palacios del siglo XVI. Acoge amplias estancias, capilla y salas como la del Reloj y la de los Frailes. A poniente se abre un amplio jardín. En un inventario de 1562 ya se citan, junto al palacio, un lagar, eras y ruejo.
Hasta hace unos años el palacio guardaba en su interior el cráneo del Papa Luna, Benedicto XIII, que aparece en el inventario del palacio desde 1890. Se exponía en una urna sobre una mesa de mármol en la Entresala contigua a la capilla.
El cráneo del Papa Luna fue lo único que pudo recuperarse, tras el saqueo, por los soldados franceses, del castillo de Illueca, lugar al que había sido trasladado desde el castillo de Peñíscola.
Actualmente, el cráneo se expone en la iglesia de San Pedro de Sabiñán.

#### Patrimonio mudéjar
- Iglesia de San Pedro Apóstol. La parroquial, que está dedicada a San Pedro y muestra su fachada embutida en medio de las casas de la calle Mayor. Su origen es mudéjar, pero en la segunda mitad del siglo XVII se erigió la actual. La torre es mudéjar. Tiene planta de cruz latina, de una sola nave, con cabecera plana y capillas entre los contrafuertes.

En 1579 la iglesia ya se había quedado pequeña por el aumento de parroquianos y el obispo pidió su ampliación. La nueva fábrica barroca se contrató en 1626, a cargo de Juan Segura. 
Los retablos son del siglo XVII. En el siglo XVIII se abrió la capilla del Rosario, debida a la familia Martínez. El retablo de la Virgen del Pilar pertenecía al Capítulo, que muestra su escudo y que se adoptó como escudo municipal. La capilla de Santa Ana se debe a la familia Muñoz de Pamplona-Funes, y es hoy museo parroquial. El retablo del Santo Cristo de la Orden de San Juan. Se venera una astilla del Lignum Crucis (Cruz de Cristo).
- La Iglesia de la Señoría o de San Miguel. Es un acondicionamiento de la mezquita tras el bautismo forzoso de los musulmanes en 1526. De estilo mudéjar, se contrató en 1577. El retablo era obra de Juan Martínez de Salamanca. El cuerpo inferior de la torre parece ser un alminar mudéjar del siglo XV o principios del XVI. En el siglo XVIII se hizo un nuevo retablo de estilo neoclásico, del que se conserva en la iglesia parroquial una lograda imagen de San Miguel, posible obra de Carlos Salas. Actualmente el templo está cerrado al culto.

#### Otros edificios y lugares significativos

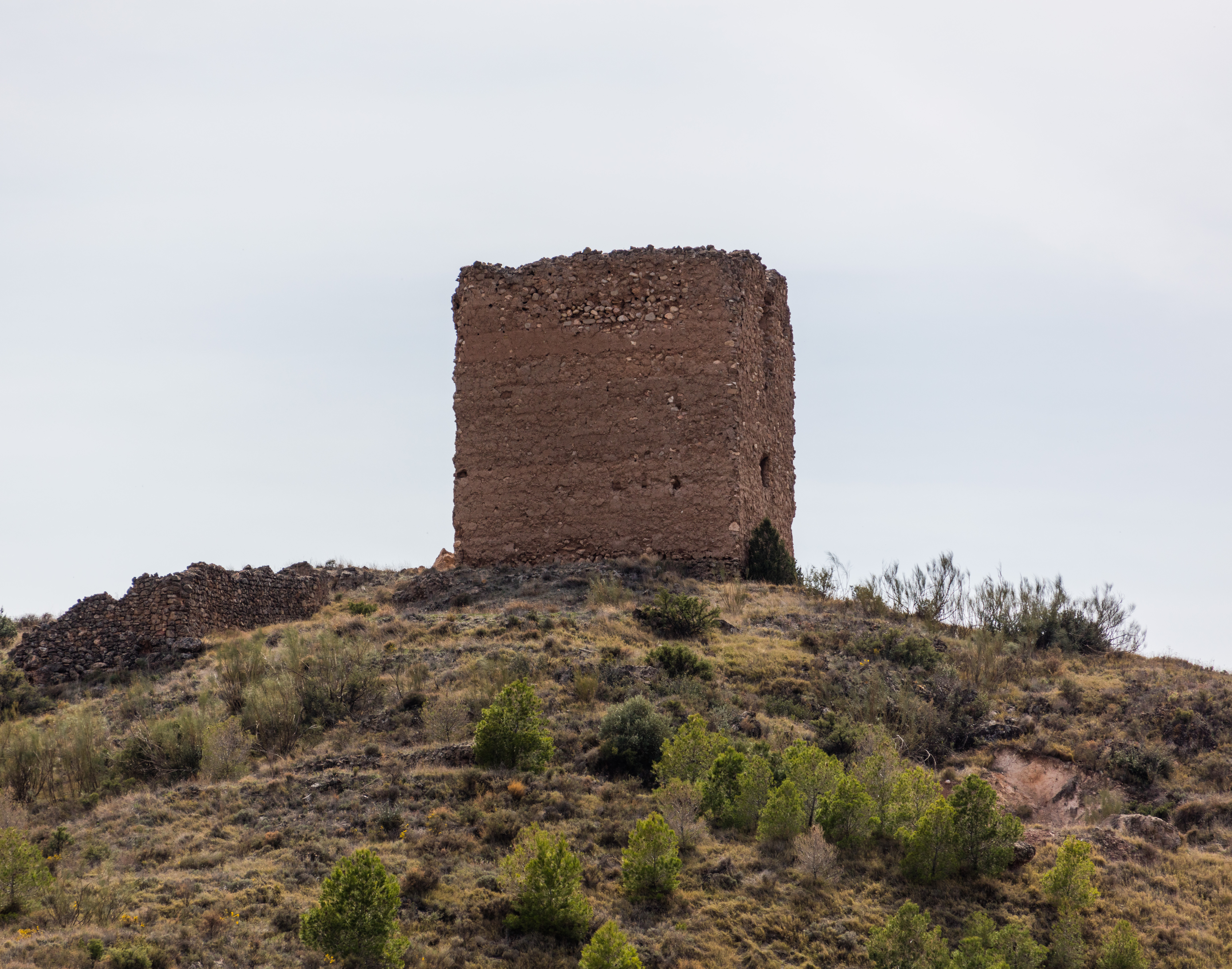
Torre de las Encantadas, Sabiñán.

- El Torreón de las Encantadas. Cuenta la leyenda que tres doncellas moras fueron encarceladas en este Torreón por enamorarse de tres cristianos...y al final se convirtieron en palomas.

Está situado a 3 km del pueblo, y se accede a él por el camino de Mingorrea o desde la carretera de El Frasno.
La Asociación Cultural Sabinius Sabinianus realiza esta excursión todas las noches de San Juan para leer “in situ” la trágica leyenda del Torreón de las Encantadas.
Desde el Torreón se contempla todo el valle de Trasmont con sus famosos olivos, la ermita de San Blas, deteás el monte de Peñas detrás y a la derecha la sierra de Morata.
- El Enebro. Una bonita y obligada excursión en Sabiñán es visitar el Árbol catalogado como Singular propiedad de la Asociación Cultural “Sabinius Sabinianus” conocido como “El Enebro” de la especie Juniperus oxycedrus.

Está situado en el paraje de Valcardera y nos costará llegar hora y media aproximadamente.
- Ermita de San Roque: Posee una ermita dedicada al patrón, San Roque, en lo alto del pueblo, y en el barrio al que da nombre. El 16 de agosto se realiza la tradicional procesión llevando el santo desde la iglesia hasta su ermita, y después por todo el pueblo.
- Ermita de San Blas: Situada a 3 km del pueblo en la carretera de El Frasno, donde se hace la famosa romería de mayo el primer sábado de mayo, tras cambiarse la fecha del 3 de mayo en los años 90.
- Ermita de San Vicente. Situada a 1 km del pueblo. Es tradicional que el día del palmo, o jueveslardero, los niños y jóvenes acudan a sus cercanías para comerse el tradicional bocadillo de longaniza o chorizo.
- La ermita de Santa María, o de la Virgen del Río. La sostenía la Cofradía Mayor, compuesta por vecinos de Sabiñán, Paracuellos, Embid y Santos. Acudían a ella en rogativa, en épocas de sequía. En 1681 se cayó parte de la torre, y mató a un pastor. Se cerró al culto más tarde de 1860 y la ermita se convirtió en matadero, macelo o rastro. Hoy es centro de asociaciones locales.
- Peirones: En el pueblo hay tres peirones: El de la Virgen del Pilar, en el desvío de la carretera de entrada, el de San Antonio a la entrada del pueblo, y el de Santa Bárbara en el camino de Mingorrea, dominando todo el valle del Jalón.
- El puente de piedra. Bonito puente de cuatro arcos de ladrillo mudéjar. Tras la riada del 1956 se tuvo que rehacer con los últimos ladrillos salidos del horno del último fabricante local de ladrillos.
- El olivo.	Conocido como “El Abuelo” procede del paraje de Trasmont y se trasplantó tras la muerte de un centenario olmo en su lugar.  El olmo, y ahora el olivo, dan la bienvenida a los viajeros al bajar del tren. Podemos leer una magnífica poesía escrita en su memoria por Paterno Pina.

	“Prócer y noble anciano
	barbudo y corpulento
	que a la orilla del río
	a la entrada del pueblo
	saludas al que llega
	con los brazos abiertos...”
- La estaca. Desde la avenida de San Roque sale un empinado camino hacia arriba que en 5 minutos lleva a La Estaca, un olivo situado en la cima del monte Calvario.

En Sabiñán se hace referencia a la estaca como “estar a un paso de la muerte” ya que el cementerio está situado justo detrás. En el muro podremos leer una bonita poesía dedicada a este olivo y a esta creencia.
Desde la estaca las vistas del pueblo y del valle del Jalón son preciosas. Podemos continuar por el camino que sale de la estaca entre pequeños pinos hasta la cima para ver desde arriba los viveros de Jumanda y todo el valle del Jalón.

### Fiestas
La Romería de Mayo: El primer sábado de mayo se celebra la tradicional romería a la ermita de San Blas, siendo los “quintos” los protagonistas de las fiesta. La procesión va a pie por la carretera a la vez que los jóvenes van en tractores adornados con ramas de chopo. Hasta hace unos años la vuelta se realizaba por el camino que pasa por el Torreón.
Es tradicional que el día anterior los quintos del año pinguen "El Mayo"
San Roque.	El patrón del pueblo es San Roque, 16 de agosto. Se celebran las fiestas en su honor del 14 al 18. Procesiones, vaquillas, bailes y actos populares para niños, jóvenes y mayores.
La Vera Cruz Día 14 de septiembre, festividad local. La noche anterior se realiza una cena popular con bocadillos de chorizo y longaniza.

## Personas destacadas
- El ruiseñor de Sabiñán: célebre jotero de la localidad, con coplas como esta:

Sabiñán es muy pequeño
y está rodeado de flores
a la entrada hay buenas chicas
y a la salida mejores.

- Angelina Carnicer (Sabiñán, 1893- Valencia, 1980): pionera de la educación en Aragón y comprometida con la educación de la mujer.